# NGC 6206
NGC 6206 este o galaxie lenticulară situată în constelația Dragonul. A fost descoperită în 6 iunie 1864 de către Lewis A. Swift. Se află la o distanță de 74,01 de megaparseci de Pământ.